# Nice Hockey Côte d’Azur
Die Aigles de Nice (offizieller Name: Nice Hockey Côte d’Azur) sind eine französische Eishockeymannschaft aus Nizza, welche 2003 gegründet wurde und in Saison 2012/13 in der Division 1, der zweithöchsten französischen Eishockeyliga, spielt.

## Geschichte

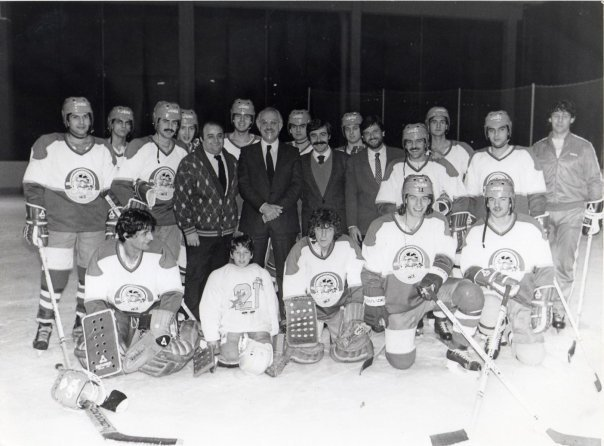
Nice Hockey (1984)

Nice Hockey Côte d’Azur wurde 2003 gegründet und startete zunächst in der viertklassigen Division 3, in der sie 2004 auf Anhieb den Meistertitel gewannen. Im vierten Jahr in der Division 2 stieg die Mannschaft 2008 als Drittligameister in die zweitklassige Division 1 auf, in der sie seither spielt.
In Anlehnung an das Wappentier der Stadt Nizza ziert ein Adler das Vereinslogo. Die Mannschaft selbst wird ebenfalls Aigles (frz. für Adler) genannt.

## Erfolge
- Meister der Division 3: 2004
- Meister der Division 2: 2008

## Bekannte ehemalige Spieler
- Daniel Reiss